# Chrysotus caudatus
Chrysotus caudatus är en tvåvingeart som beskrevs av Van Duzee 1924. Chrysotus caudatus ingår i släktet Chrysotus och familjen styltflugor. Inga underarter finns listade i Catalogue of Life.